# Jean Baptiste Le Rond d'Alembert
Jean-Baptiste Le Rond d'Alembert (AFI: [ʒɑ̃ baˈtist lə rɔ̃ dalɑ̃ˈbɛʀ]; Parigi, 16 novembre 1717 – Parigi, 29 ottobre 1783) è stato un matematico, fisico, astronomo, filosofo e enciclopedista francese, tra i più importanti protagonisti dell'Illuminismo.
È famoso per aver dato notevoli contributi in matematica e in fisica, tra cui la formulazione di un principio sull'equilibrio meccanico che porta il suo nome (che Condorcet menziona nel suo opuscolo Elogio di d'Alembert) e per un notevole teorema, ora noto come "teorema di d'Alembert", in cui prova l'esistenza di n radici per qualsiasi equazione algebrica di grado n nel campo dei numeri complessi. Nel 1744, fu tra i fondatori di una nuova branca della matematica, il calcolo alle derivate parziali. Nel 1749, a seguito degli importanti risultati conseguiti nell'ambito delle equazioni differenziali alle derivate parziali, fu chiamato a dirigere l'Encyclopédie con Denis Diderot.

## Biografia

### Infanzia
Frutto di un amore illegittimo tra la marchesa Claudine Guérin de Tencin (1682-1749), scrittrice, libertina ed ex religiosa, amica di uomini di potere tra cui papa Benedetto XIV e sorella del cardinale Pierre Guérin de Tencin, e il cavaliere Louis-Camus Destouches (1668-1726), uomo di fiducia del duca Leopoldo Filippo d'Arenberg, d'Alembert nacque il 16 novembre 1717 a Parigi. Destouches era all'estero al momento della nascita di d'Alembert che, un paio di giorni più tardi, fu abbandonato dalla madre (non si sa se per costrizione o volontariamente) sui gradini della cappella di Saint-Jean-le-Rond di Parigi, attinente alla torre nord della cattedrale di Notre-Dame. Come voleva la tradizione, venne chiamato con il nome del santo protettore della cappella e divenne Jean le Rond.
Messo dapprima in orfanotrofio, trovò presto una famiglia di adozione: venne preso in affidamento dalla moglie di un vetraio, e allevato da una nutrice di nome Madame Rousseau. Il cavaliere Destouches, anche se non ne riconobbe ufficialmente la paternità, vegliò segretamente sulla sua educazione e gli accordò una rendita, mentre la madre (che Diderot definì la «bella e scellerata canonica Tencin») non volle mai conoscerlo, avendolo visto di sfuggita solo nel 1724, nemmeno quando divenne un famoso intellettuale.

### Studi
All'inizio, d'Alembert frequentò una scuola privata. Il cavaliere Destouches, alla sua morte avvenuta nel 1726, gli lasciò un'annualità di 1200 lire. Sotto l'influenza della famiglia Destouches, all'età di dodici anni d'Alembert entrò nel collegio giansenista delle Quattro Nazioni (detto anche collegio Mazarino) dove studiò filosofia, diritto e belle arti, conseguendo il baccalauréat nel 1735.
Negli anni successivi, d'Alembert derise i princìpi cartesiani che gli erano stati impartiti dai giansenisti: «premozione fisica, idee innate e i vortici». I giansenisti orientarono d'Alembert verso una carriera ecclesiastica, cercando di dissuaderlo dal perseguire la poesia e la matematica. Tuttavia, la teologia era per lui «foraggio piuttosto inconsistente». Frequentò la scuola di legge per due anni, diventando avvocato nel 1738. In seguito si interessò alla medicina e alla matematica. All'inizio si iscrisse a questi corsi con il nome di Daremberg, poi lo cambiò in d'Alembert, nome che conservò per il resto della sua vita.

### Carriera
Nel luglio 1739 presentò il suo primo contributo nel campo della matematica, evidenziando gli errori che aveva riscontrato ne L'analyse démontrée di Charles René Reynaud, libro pubblicato nel 1708, in una comunicazione indirizzata all'Académie des Sciences. All'epoca L'analyse démontrée era un'opera classica, sulla quale d'Alembert stesso aveva studiato le basi della matematica.
Nel 1740 propose il suo secondo lavoro scientifico nel campo della meccanica dei fluidi: Mémoire sur le refraction des corps solides, che venne riconosciuto da Clairaut. In quest'opera d'Alembert spiegò teoricamente la rifrazione. Inoltre, espose quello che oggi viene chiamato il paradosso di d'Alembert: la resistenza al moto esercitata su di un corpo immerso in un fluido non viscoso e incomprimibile è uguale a zero.
La celebrità ottenuta con il suo lavoro sul calcolo integrale gli permise di entrare all'Académie des Sciences nel maggio del 1741 all'età di 24 anni, e ne divenne adjoint, ricevendo poi il titolo di associé géometre nel 1746. Entrò anche all'Accademia di Berlino a 28 anni, per un lavoro sulla causa dei venti. Federico II gli offrì per ben due volte la presidenza dell'Accademia di Berlino, ma d'Alembert, per il suo carattere schivo e riservato, rifiutò sempre, preferendo la tranquillità dei suoi studi.
Nel 1743 pubblicò il Traité de dynamique nel quale espose il risultato delle sue ricerche sulla quantità di movimento. Fu assiduo frequentatore di vari salotti parigini, come quello della marchesa Thérèse Rodet Geoffrin, quello della marchesa du Deffand e, soprattutto, quello di Mademoiselle de Lespinasse. Fu qui che incontrò Denis Diderot nel 1746, il quale lo reclutò per il progetto dell'Encyclopédie; l'anno seguente intrapresero insieme la direzione del progetto. D'Alembert si prese carico delle sezioni riguardanti la matematica e le scienze.
Nel 1751, dopo cinque anni di lavoro da parte di oltre duecento collaboratori, apparve il primo tomo dell'Encyclopédie. Il progetto proseguì finché una serie di problemi lo interruppero temporaneamente nel 1757. D'Alembert scrisse oltre un migliaio di articoli, oltre al famosissimo Discorso preliminare (1751), compendio dell'enciclopedismo illuministico; in esso si ravvisano anche quegli elementi di empirismo sensistico, derivanti da Francesco Bacone e da John Locke, che d'Alembert avrebbe poi divulgato negli Éléments de philosophie (1759). L'articolo dell'Encyclopédie su Ginevra provocò la reazione polemica di Rousseau (Lettre à d'Alembert sur les Spectacles, 1758), alla quale d'Alembert rispose con un suo scritto. Nel 1759, per divergenze con Diderot, d'Alembert abbandonò il progetto.
A fianco dell'attività scientifica, sviluppò anche una ricca attività di filosofo e di letterato: Mélanges de littérature, de philosophie et d'histoire, 1753; Réflexions sur la poésie et sur l'histoire, 1760; Éloges, 1787. Nel 1754 d'Alembert venne eletto membro dell'Académie française e ne divenne Segretario Perpetuo il 9 aprile 1772. Lasciò la famiglia adottiva nel 1765 per vivere un amore platonico con Julie de Lespinasse, la scrittrice e salonnière parigina con la quale convisse in un appartamento. Fu grande amico di Joseph-Louis Lagrange che lo propose nel 1766 quale successore di Eulero all'Accademia di Berlino.

### Rivalità accademiche

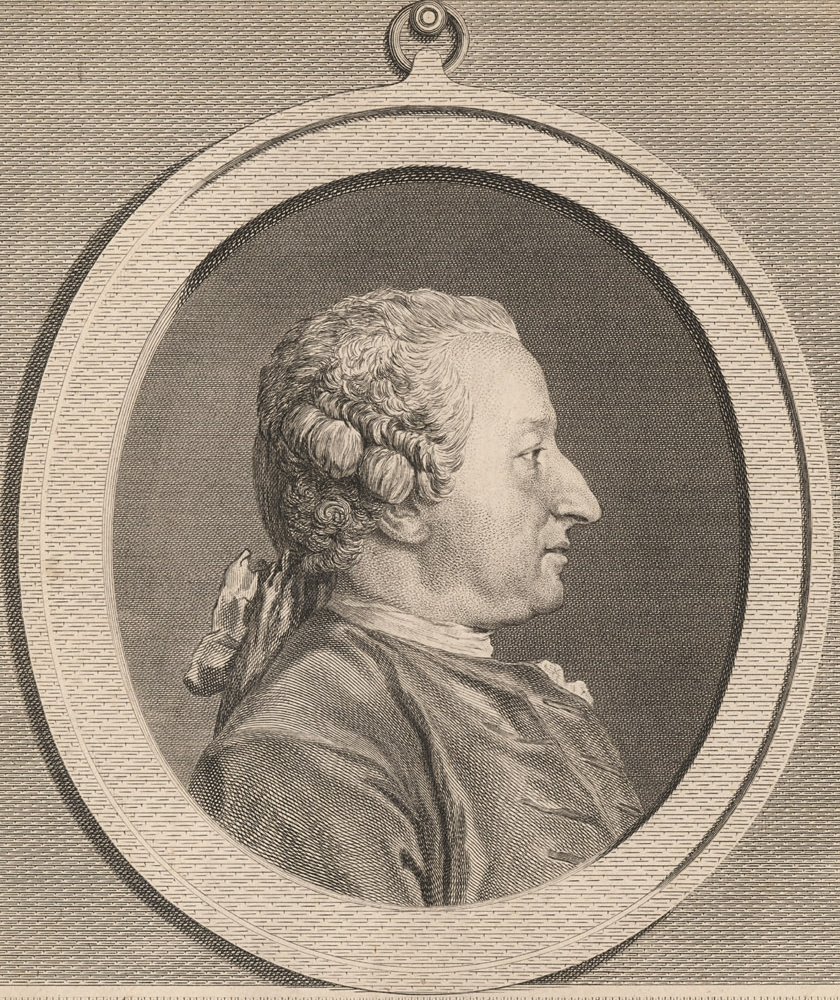
Alexis Claude Clairault (1713 – 1765)

Suo grande rivale in matematica e in fisica all'Académie des Sciences fu Alexis Claude Clairaut. Nel 1743 D'Alembert infatti, dopo aver lavorato su vari problemi di meccanica razionale, aveva pubblicato il suo famoso Traité de dynamique. Egli lo aveva scritto piuttosto frettolosamente al fine di impedire la perdita di priorità scientifica; questo perché il collega Clairaut lavorava su problemi simili. La sua rivalità con Clairaut, che continuò fino alla morte di Clairaut, però fu solo una delle tante in cui fu coinvolto nel corso degli anni.
Un altro rivale accademico fu infatti l'insigne naturalista Georges-Louis Leclerc de Buffon. Di sicuro tesi furono i rapporti anche con il celebre astronomo Jean Sylvain Bailly. D'Alembert, infatti, fin dal 1763, aveva incoraggiato Bailly ad esercitarsi in uno stile di composizione letteraria molto apprezzato all'epoca, quello degli éloges, nella prospettiva, un giorno, che questi potesse avere valide referenze letterarie per poter diventare Segretario Perpetuo dell'Accademia delle Scienze. Sei anni dopo, però D'Alembert aveva dato lo stesso suggerimento, e forse aveva teso le stesse speranze, ad un giovane e promettente matematico, il marchese Nicolas de Condorcet. Condorcet, seguendo il consiglio del suo protettore D'Alembert, rapidamente scrisse e pubblicò degli éloges sui primi fondatori dell'Accademia: Huyghens, Mariotte e Rømer.

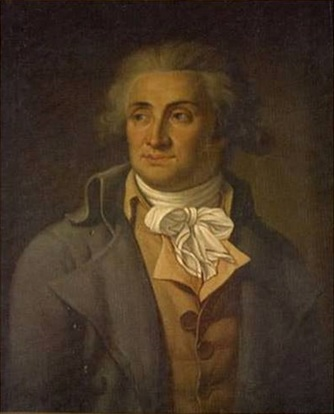
Nicolas de Condorcet (1743 – 1794)

All'inizio del 1773, l'allora Segretario Perpetuo, Grandjean de Fouchy, chiese che Condorcet venisse nominato suo successore alla sua morte a condizione, ovviamente, che gli sopravvivesse. D'Alembert sostenne con forza questa candidatura. L'insigne naturalista Buffon sostenne invece, con uguale energia, Bailly; Arago riferisce che l'Accademia «per alcune settimane presentò l'aspetto di due campi nemici». Ci fu infine una battaglia elettorale fortemente contestata: il risultato fu la nomina di Condorcet a successore di de Fouchy.

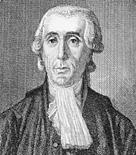
Jean Sylvain Bailly (1736 – 1793)

La rabbia di Bailly e dei suoi sostenitori trovò sfogo con accuse e termini «di asprezza imperdonabile». Si disse che D'Alembert aveva «bassamente tradito i valori dell'amicizia, dell'onore, e i principali principi di probità» alludendo alla promessa di protezione, sostegno, e cooperazione fatta con Bailly che risaliva a dieci anni prima.
In realtà era più che naturale che D'Alembert nel dover pronunciare il suo sostegno ad uno tra Bailly e Condorcet, diede la sua preferenza al candidato che più dell'altro si occupava di alta matematica, e dunque a Condorcet.
D'Alembert criticò anche gli scritti di Bailly e la sua concezione della storia, arrivando a scrivere in una lettera a Voltaire: «il sogno di Bailly circa un antico popolo che ci avrebbe insegnato tutto tranne il proprio nome e la propria esistenza, mi sembra una delle cose più vuote che l'uomo abbia mai sognato».
Anche per quanto riguarda l'ammissione all'Académie française di Bailly, essa fu alquanto problematica. Bailly non vi riuscì per tre volte, prima di essere finalmente ammesso. Egli sapeva per certo che questi risultati a lui sfavorevoli erano effetto dell'aperta ostilità da parte di D'Alembert, molto influente in quanto Segretario Perpetuo. In una delle votazioni per l'ammissione all'accademia Bailly ottenne 15 voti contro, ancora una volta, il protetto di D'Alembert, Condorcet che fu eletto con 16 voti grazie ad una manovra con cui D'Alembert gli fece avere il voto del conte de Tressan, fisico e scienziato. L'opposizione verso Bailly di D'Alembert finì solamente con la morte di quest'ultimo.

### Ultime opere

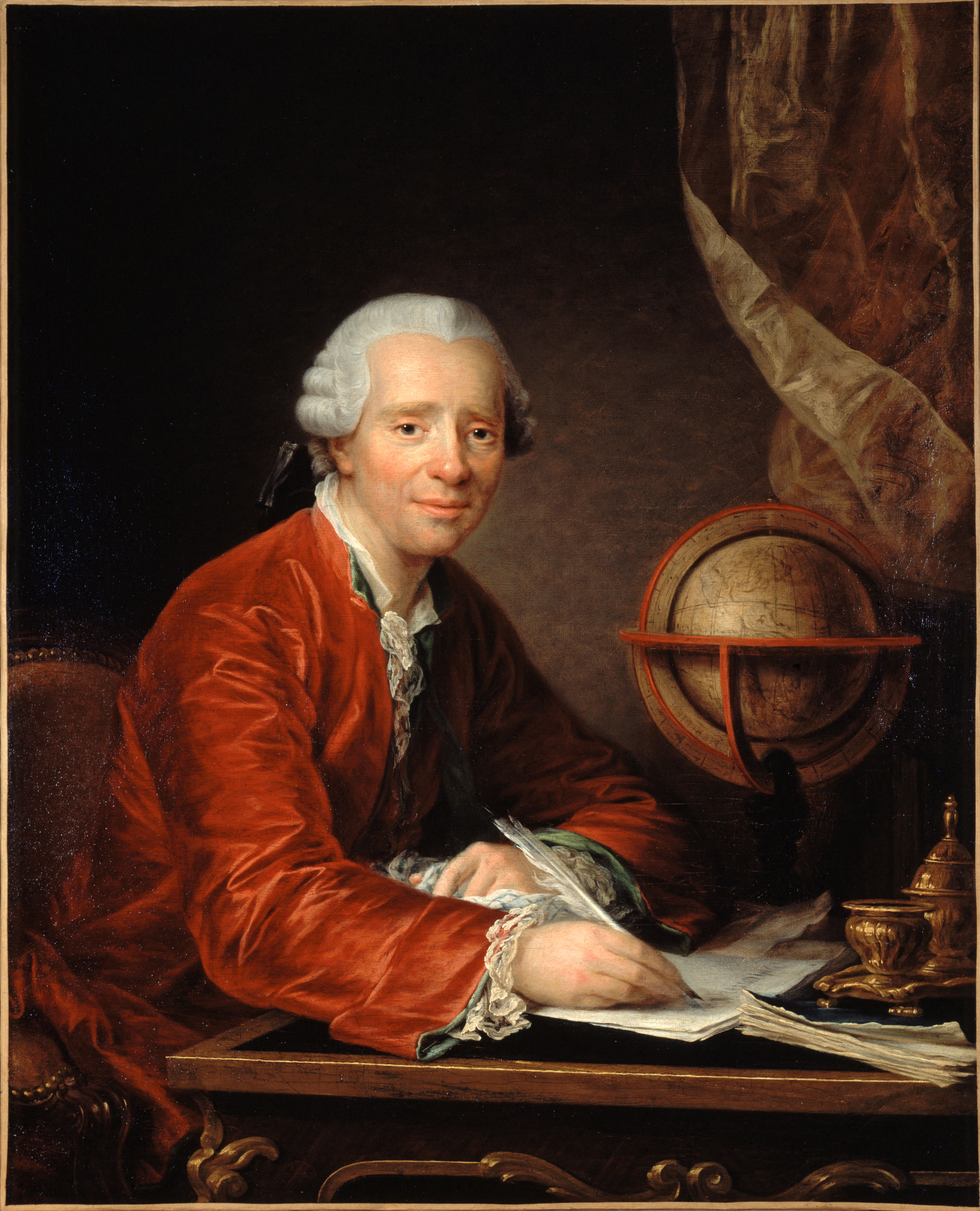
Catherine Lusurier, Jean Le Rond d'Alembert, 1777

D'Alembert era anche un esperto di latino degno di nota; nell'ultima parte della sua vita lavorò a una superba traduzione di Tacito, che gli valse ampi elogi tra cui quello di Diderot.
Nonostante i suoi enormi contributi nei campi della matematica e della fisica, d'Alembert è famoso anche per aver ipotizzato erroneamente, in Croix ou Pile, che la probabilità che il lancio di una moneta dia testa aumenta per ciascuna volta che il lancio dà come risultato croce. Nel gioco d'azzardo, la strategia di diminuire la puntata all'aumento delle vincite e di aumentare la puntata all'aumento delle perdite è perciò chiamata «sistema d'Alembert», un tipo di martingala.
In Francia, il teorema fondamentale dell'algebra è chiamato «teorema di d'Alembert-Gauss».
Creò inoltre un suo criterio per verificare se una serie numerica converge.
Intrattenne una corrispondenza di rilevanza scientifica, in particolare con Eulero e con Joseph-Louis Lagrange, ma solo parte di essa è stata preservata.
Come molti altri illuministi ed enciclopedisti, D'Alembert fu massone, membro della Loggia delle "Nove Sorelle" di Parigi, del Grande Oriente di Francia, nella quale fu iniziato anche Voltaire.
Venne eletto membro estero dell'Accademia di Scienze, Lettere ed Arti il 15 giugno 1781.
Soffrì di cattiva salute per molti anni e morì per una malattia alla vescica. Essendo un noto miscredente, d'Alembert venne seppellito in una tomba comune priva di lapide.
Fino alla sua morte, avvenuta nel 1783 a 66 anni, continuò i suoi lavori scientifici scomparendo al culmine della sua fama, prendendosi così una clamorosa rivincita sulla sua sfortunata nascita. In base alle sue ultime volontà, fu sepolto senza funerali religiosi in una tomba anonima del vecchio Cimitero dei Porcherons; con la chiusura del cimitero nel 1847, le ossa vennero prima spostate nell'ossario dell'Ovest ed infine, nel 1859, nelle catacombe all'altezza di rue Faubourg-Montmartre.

## L'attività

### L'Encyclopédie
Nel 1745 d'Alembert, che all'epoca era membro dell'Académie des sciences, fu incaricato da André Le Breton di tradurre in francese la Cyclopaedia dell'inglese Ephraim Chambers.
Da una semplice traduzione, il progetto si trasformò nella redazione di un'opera originale e unica nel suo genere: l'Encyclopédie ou dictionnaire raisonné des sciences, des arts et des métiers. D'Alembert avrebbe poi scritto il famoso Discorso preliminare, così come la maggior parte degli articoli riguardanti la matematica e le scienze.
«Penser d'après soi» e «penser par soi-même», formule divenute celebri, sono di d'Alembert; si trovano nel Discorso preliminare, Encyclopédie, tomo 1, 1751. Queste formulazioni sono una ripresa di massime antiche (Esiodo, Orazio).

### Matematica

#### Il teorema di d'Alembert
Nel Traité de dynamique egli enunciò il teorema di d'Alembert (noto anche come Teorema di Gauss-d'Alembert) che dice che qualsiasi polinomio di grado n a coefficienti complessi possiede esattamente n radici in {\displaystyle \mathbb {C} } (non necessariamente distinte, occorre tenere conto del numero di volte che una radice è ripetuta). Questo teorema venne dimostrato soltanto nel XIX secolo da Carl Friedrich Gauss.

#### Criterio di d'Alembert per la convergenza delle serie numeriche
Sia {\displaystyle \sum u_{n}} una serie dai termini strettamente positivi per la quale il rapporto {\displaystyle {\frac {u_{n+1}}{u_{n}}}} tende verso un limite {\displaystyle L\geq 0} . Allora:
- se L<1: la serie di termine generale {\displaystyle u_{n}} converge.
- se L>1: la serie di termine generale {\displaystyle u_{n}} diverge.
- se L=1: non si può concludere.

#### Martingala di d'Alembert
In un gioco in cui si vince il doppio della posta con una probabilità del 50% (per esempio alla roulette, giocando pair / impair, passe / manque, a patto di tralasciare lo zero, che in realtà crea un vantaggio per il banco), egli propone la strategia seguente:
- Puntare un'unità
- Se si vince, ritirarsi
- Se si perde, puntare il doppio (in modo da coprire la perdita precedente e lasciare un guadagno)
- continuare fino a una vincita o a esaurimento.

Con questo procedimento, il gioco non è per forza vincente, ma si aumentano le possibilità di vincere (un po') al prezzo di un aumento della perdita possibile (ma più rara). Per esempio, se per sfortuna si vince solo alla decima volta dopo aver perso 9 volte, occorre aver puntato e perdere 1+2+4+8+16+32+64+128+256+512 = 210-1 unità per vincerne 1024, con un saldo finale solo di 1. Occorre anche essere pronti a sopportare eventualmente una perdita di 1023, con una probabilità debole (1/1024), ma non nulla. Anche con una ricchezza di partenza infinita e una durata di gioco illimitata, occorre inoltre far fronte all'eventualità che il gioco non finisca mai.
Infine, occorre astenersi dal giocare nuovamente dopo una vincita, giacché ciò ha l'effetto inverso a quello della martingala: aumentare la probabilità della perdita.
Esistono altri tipi di martingale famose, che alimentano tutte la falsa speranza di una vincita sicura.
È opportuno notare che l'attribuzione di questa martingala a d'Alembert è soggetta a riserva; alcuni infatti sostengono che essa sia in realtà la martingala, altrettanto famosa, praticata al Casinò di San Pietroburgo e che diede origine al famoso paradosso di San Pietroburgo, inventato da Nicolas Bernoulli e presentato per la prima volta da suo cugino Daniel. Lo stesso Casinò, che ammetteva puntate in perdita senza limite al rosso e nero, diede poi il nome a un'altra tragica e mortale sfida: la roulette russa. La montante suggerita da d'Alembert, invece, concretizzava, con lauto guadagno (50%) il ritorno all'equilibrio di una chance che avesse la probabilità del 50%. Essa consiste nell'osservazione di un colpo, dopodiché si effettua la puntata 1 all'evento contrario. In caso di vincita si riparte da capo, e in caso di perdita si aumenta di 1 unità la puntata. Tutte le volte che si incappa in un successo si diminuisce, invece, di 1 unità. Aumentando di 1 quando si perde e diminuendo di 1 quando si vince, succede che quando per esempio, dopo 100 colpi quelli indovinati saranno 50, 50 saranno i pezzi vinti, proprio il 50% di utile, come per 1 su 2, 5 su 10 o 500 su 1.000. Esistono tante soluzioni intermedie; tuttavia, alla roulette, che comporta una tassa dell'1,35%, questa tecnica soccombe alla simmetria degli scarti che per effetto della tassa rendono irraggiungibile, anche teoricamente, l'equilibrio.

### Astronomia
Studiò gli equinozi e il problema dei tre corpi, al quale applicò il suo principio di dinamica, riuscendo così a spiegare la precessione degli equinozi e la nutazione dell'asse di rotazione.

### Fisica

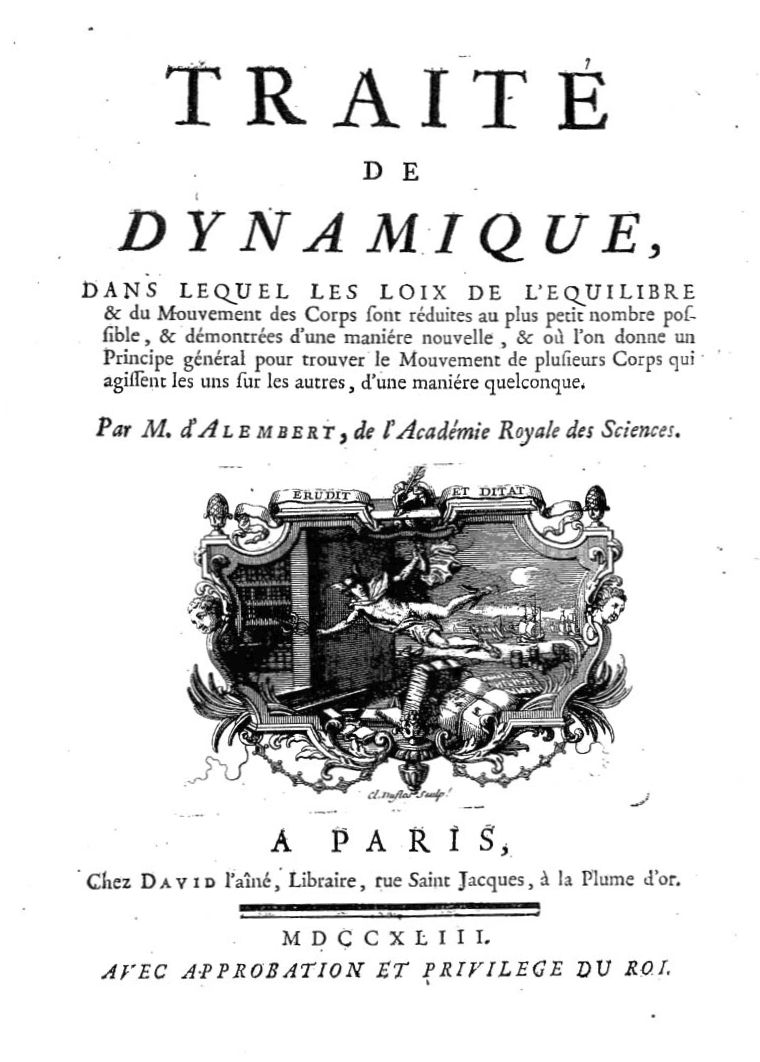
Traité de dynamique, 1743

Nel Traité de dynamique (1743) enunciò il principio della quantità di movimento, che è talvolta chiamato «Principio di D'Alembert»:
«Se si considera un sistema di punti materiali legati tra loro in modo che le loro masse acquisiscano velocità rispettive differenti a seconda se esse si muovano liberamente o solidalmente, le quantità di movimenti acquisite o perse nel sistema sono uguali.»
Studiò anche le equazioni differenziali e le equazioni a derivate parziali. Inoltre, stabilì le equazioni cardinali dell'equilibrio di un sistema rigido.
Fu tra i primi, assieme a Eulero e a Daniel Bernoulli, a studiare il moto dei fluidi, analizzando la resistenza incontrata dai solidi nei fluidi e formulando il cosiddetto paradosso di d'Alembert. Studiò il moto dei gravi e la legge della resistenza del mezzo.
Nel 1747 trovò l'equazione alle derivate parziali del secondo ordine delle onde (equazione di d'Alembert o delle corde vibranti).

### Filosofia
D'Alembert scoprì la filosofia al collegio delle Quattro Nazioni (oggi Académie française), fondato da Mazarino e retto da religiosi giansenisti e cartesiani. Oltre alla filosofia, si interessò alle lingue antiche e alla teologia (scrisse sulla Lettera di san Paolo ai Romani). Uscito dal collegio, mise definitivamente da parte teologia e si lanciò negli studi di diritto, medicina e matematica. Dei suoi primi anni di studio conservò una tradizione cartesiana che, integrata ai concetti newtoniani, avrebbe in seguito aperto la strada al razionalismo scientifico moderno.
Fu l'Encyclopédie, alla quale collaborò con Diderot e altri pensatori del suo tempo, che gli diede l'occasione di formalizzare il suo pensiero filosofico. Il Discorso preliminare dell'Encyclopédie, ispirato dalla filosofia empirista di John Locke e pubblicato all'inizio del primo volume (1751), è spesso considerato, a ragione, un autentico manifesto della filosofia dell'Illuminismo. Egli vi afferma l'esistenza di un legame tra il progresso della conoscenza e il progresso sociale.
Contemporaneo del secolo dei Lumi, determinista e ateo (anche se ufficialmente si proclamava deista), d'Alembert attribuiva alla religione un valore puramente pratico: essa non ha lo scopo di illuminare le menti del popolo, ma piuttosto quello di regolarne i costumi. Il «catechismo laico» di d'Alembert si prefiggeva di insegnare una morale che permettesse di riconoscere il male come nocumento della società, e di assumersi le responsabilità; castighi e premi sono quindi distribuiti in funzione del danno o del vantaggio sociale. Il principio che regola la vita dell'uomo è quello dell'utilità; di conseguenza, è preferibile rivolgersi alle scienze piuttosto che alla religione, in quanto le prime hanno un'utilità pratica più immediata.
D'Alembert fu uno dei protagonisti, assieme al suo amico Voltaire, della lotta contro l'assolutismo religioso e politico che venne da lui denunciato nei numerosi articoli filosofici scritti per l'Encyclopédie. La raccolta delle sue analisi spirituali di ciascun dominio della conoscenza umana trattato dall'Encyclopédie costituisce una vera filosofia delle scienze.
Nella Philosophie expérimentale, d'Alembert definì così la filosofia: «La filosofia non è altro che l'applicazione della ragione ai differenti oggetti sui quali essa può essere esercitata».

### Musica
D'Alembert, come altri enciclopedisti (in particolare Rousseau) fu anche un teorico della musica; il suo testo Éléments de musique del 1754 illustra la teoria dell'armonia e detta le regole principali della composizione e dell'esecuzione del basso continuo. Nonostante nel titolo dell'opera dichiari di seguire i principi armonici enunciati da Jean-Philippe Rameau, insieme agli altri enciclopedisti (in particolare Rousseau) ebbe un atteggiamento polemico verso il grande compositore francese, attraverso un fitto scambio di pamphlets polemici.

## Intitolazioni
Un cratere lunare porta il suo nome.

## Opere

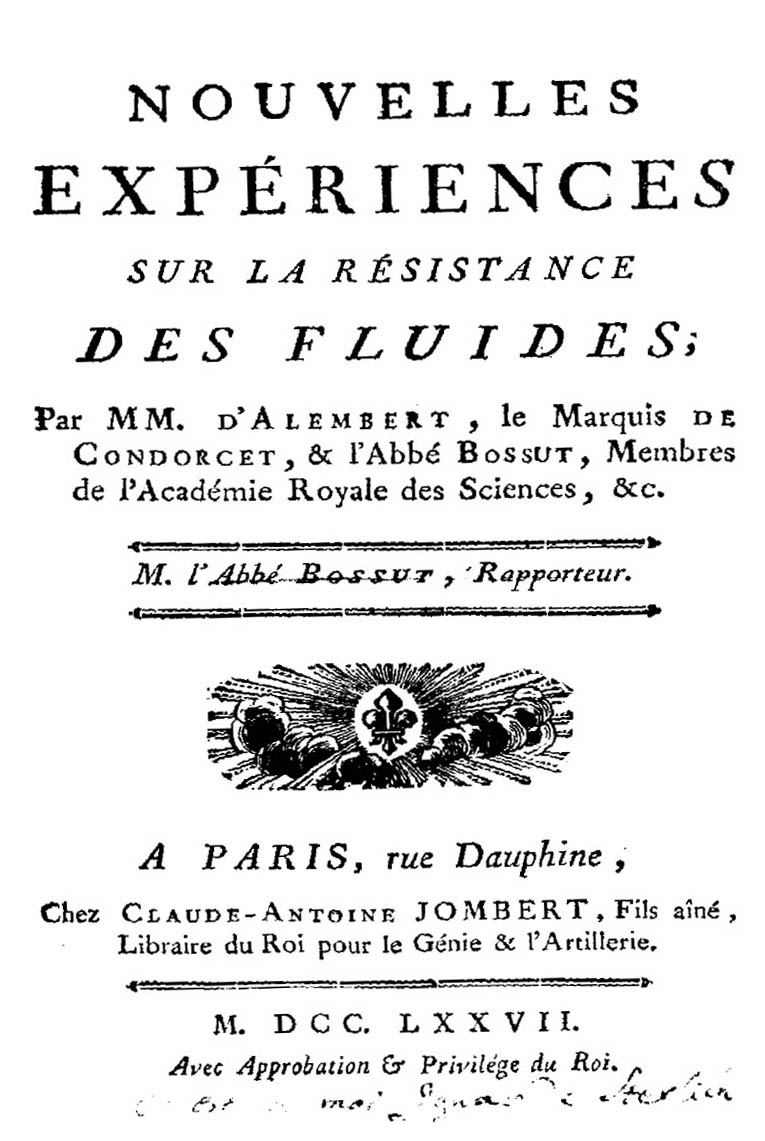
Nouvelles expériences sur la résistance des fluides, 1777

- Mémoire sur le calcul intégral (1739), prima opera pubblicata
- Traité de dynamique (1743)
  - (FR) Traité de dynamique, Paris, Jean-Baptiste Coignard (3.), 1743.
- (EN) Mélanges de littérature, d’histoire et de philosophie, Henderson, 1764.
- Traité de l'équilibre et du mouvement des fluides, Parigi, David l'aîné, 1744.
- Réflexions sur la cause générale des vents (1746)
- Recherches sur les cordes vibrantes (1747)
- Recherches sur la précession des equinoxes, et sur la mutation de l'axe de la terre, dans le systême newtonien, A Paris, Jean Baptiste Coignard, 1749.
- (FR) Recherches sur differens points importans du systeme du monde, vol. 1, Paris, Michel Antoine David, 1754.
  - (FR) Recherches sur differens points importans du systeme du monde, vol. 2, Paris, Michel Antoine David, 1754.
  - (FR) Recherches sur differens points importans du systeme du monde, vol. 3, Paris, Michel Antoine David, 1756.
- Éléments de musique, théorique et pratique, Lyon, Jombert, Charles Antoine ; Bruyset, Jean-Marie (1.), 1759.
- Essai d'une nouvelle théorie de la résistance des fluides, Parigi, David l'aîné, 1752.
- Essai sur les éléments de philosophie (1759)
- Réflexions sur l'histoire (1761)
  -  Domenico Felice (a cura di), Riflessioni sulla storia (PDF), traduzione di Stefania Stefani.
- (FR) Nouvelles expériences sur la résistance des fluides, Paris, Jean François Louis Chardon, 1777.
- Éloges lus dans les séances publiques de l'Académie française (1779)
- (FR) Opuscules mathématiques (8 tomi 1761-1780), su gallica.bnf.fr.
- Œuvres complètes, Éditions CNRS, 2002. ISBN 2-271-06013-3
- Encyclopédie ou dictionnaire raisonné des sciences, des arts et des métiers, Flammarion, 1993. ISBN 2-08-070426-5
- Nouvelles expériences sur la résistance des fluides, par mm. D'Alembert ... & l'Abbé Bossut ..., A Paris, rue Dauphine, chez Claude-Antoine Jombert, fils ainé, libraire du Roi pour le Génie & l'Artillerie, 1777.
- (FR) [Opere], vol. 1, Paris, A. Belin, 1821.
  - (FR) [Opere], vol. 2, Paris, A. Belin, 1821.
  - (FR) [Opere], vol. 3, Paris, A. Belin, 1821.
  - (FR) [Opere], vol. 4, Paris, A. Belin, 1822.
  - (FR) [Opere], vol. 5, Paris, A. Belin, 1822.
  - (FR) Oeuvres et correspondances inedites, Paris, Librairie Académique Didier, 1887.